# Johan Banérs böhmiska fälttåg
Johan Banérs böhmiska fälttåg var en svenskt fälttåg till Böhmen under befäl av den svenska fältherren Johan Banér.

## Bakgrund
I januari 1639 började Johan Banér ett fälttåg söderut genom Sachsen efter att ha återsamlat den svenska hären. Svenskarna korsade floden Elbe vid Lauenburg och undsatte därefter staden Erfurt samt erövrade Dresden och Freiberg. Två härar kom då för att förenas mot svenskarna och för att detta inte skulle ske marscherade man snabbt mot den ena, vilken kunde besegras i slaget vid Chemnitz. Den andra hären, 10 000 man under befäl av Melchior von Hatzfeldt, retirerade då in i Böhmen till Prag. Banér inledde därefter sitt fälttåg in i Böhmen.

## Fälttåget
Inledningsvis avgick delar av den svenska hären under befäl av Adam von Pfuel, Carl Gustaf Wrangel och Torsten Stålhandske för att inta strategiskt viktiga orter vid Elbe medan Banér stormade Pirna och belägrade dess fästning. Efter en kort belägring besatte även svenskarna Tetschen och nästkommande dag intogs orterna Aussig och Leitmeritz. Ifrån Leitmeritz utfärdade Banér ett manifest i vilket han skrev att kom "såsom vän för att hjälpa det böhmiska konungariket mot papistiskt förtryck". Snart märktes det dock att Böhmen, som redan hade förlorat stora förnödenheter under tidigare fälttåg, inte kunde underhålla den svenska hären och som ett resultat krävdes det av svenskarna att ta de livsmedel som behövdes för att fortsätta. Resultatet kom att bli förödande för Böhmens befolkning, som fick utstå flera vedervärdigheter.
Efter de tidiga framgångarna marscherade den svenska hären söderut mot Prag. För att inte låta svenskarna från att nå den böhmiska huvudstaden sände Matthias Gallas en här för att hindra dem från att komma över Elbe. Banér iscensatte då en falskt övergång vid Alt Bunzlau varefter han tågade iväg och korsade istället vid Melnitz efter vilket den fientliga hären besegrades i slaget vid Melnitz. Som ett resultat tillfångatogs bland andra befälhavaren Lorenz von Hofkirchen och den kända härföraren Raimondo Montecuccoli. Därefter var vägen till Prag fri för svenskarna, men redan dagen efter slaget anlände von Hatzfeldt med sin 10 000 man starka här till huvudstaden. Banér ställde sin här i slagordning utanför staden och besköt den i försök att locka Hatzfeldt till ett slag, men detta skedde inte. Den svenska hären inkvarterades då istället brett i nordöstra Böhmen där svenskarna plundrade och spred förödelse med fruktansvärd effekt under sommaren medan Stålhandske förde befäl över en självständig här mot den kejserliga hären i Schlesien, där han stannade i tre år.
I september kunde von Hatzfeldts här obemärkt korsa floden Eger och marscherade till Meissen, men när den svenska hären kom emot honom vände han till Franken istället. Den svenska hären återvände därefter till Böhmen och kom fram till Prag den 11 oktober. Därefter besköts staden och svenskarna intog några fästningsverk. En av kulorna nådde det hus i vilket överbefälhavare Leopold Wilhelm satt. Dock kunde man återigen inte erövra staden, svenskarna lämnade belägringen den 29 oktober och avgick istället till södra Böhmen där de brandskattade nedåt Tabor och Pilsen medan en här under Hans Christoff von Königsmarck marscherade bort mot Franken. Nu samlades dock flertalet kejserliga härar emot svenskarna. Ifrån Nederländerna marscherade Ottavio Piccolomini med en 8000 man stark här medan von Hatzfeldt marscherade från Franken med en 7000 man stark här. Som ett resultat av dessa omständigheter avgick den svenska hären ifrån Böhmen i mars 1640 och förstörde bron över Elbe medan den kejserliga hären kom tätt bakom honom. 

## Följder
Johan Banérs böhmiska fälttåg var ett av trettioåriga krigets brutalaste, präglat av plundring, brand, misshandel och död. Tusentals orter och boenden brändes och befolkningen fick utstå ständiga räder. Johan Banér blev känd som "Den grymme mordbrännaren" medan den kanske mest fruktade svensken i Böhmen, Adam von Pfuel, skröt med att ha bränt ner över 800 böhmiska orter. Efter att den svenska hären lämnat Böhmen fortgick kriget i Thüringen.

## Galleri
Hans Ulrich Franck (1603–1675) var en schwabisk etsare som tillverkade illustrationer över soldaterna i trettioåriga kriget och dessa visar hur det kunde sett ut i Böhmen under denna tiden.

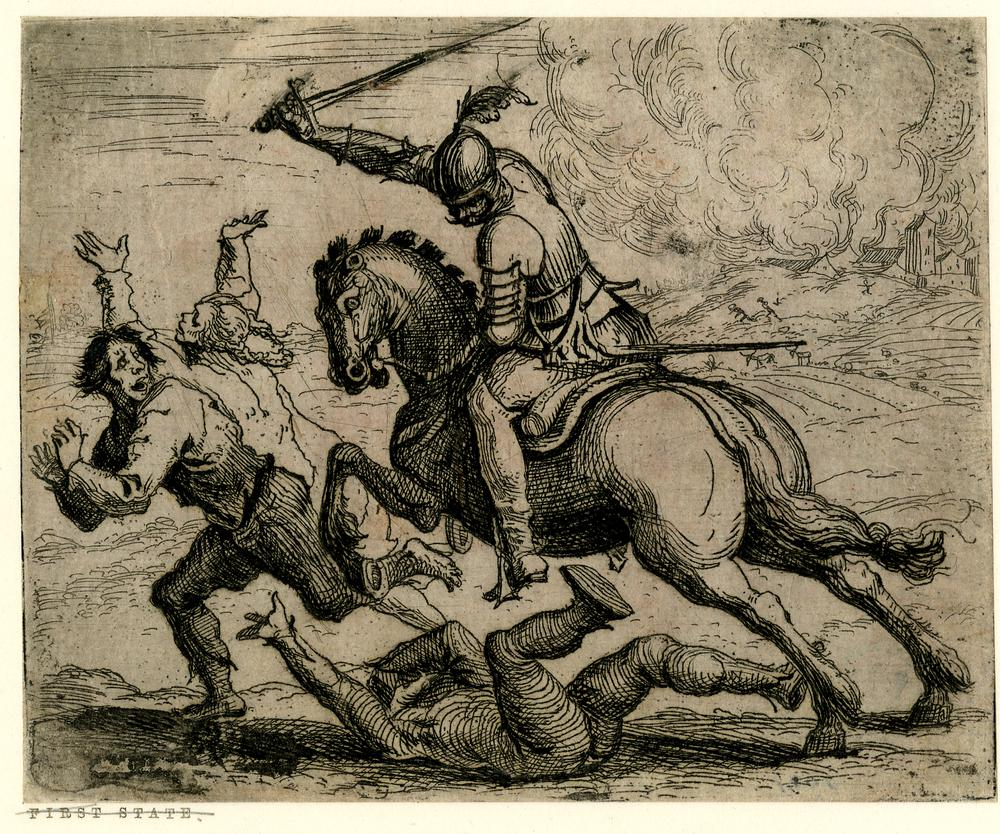
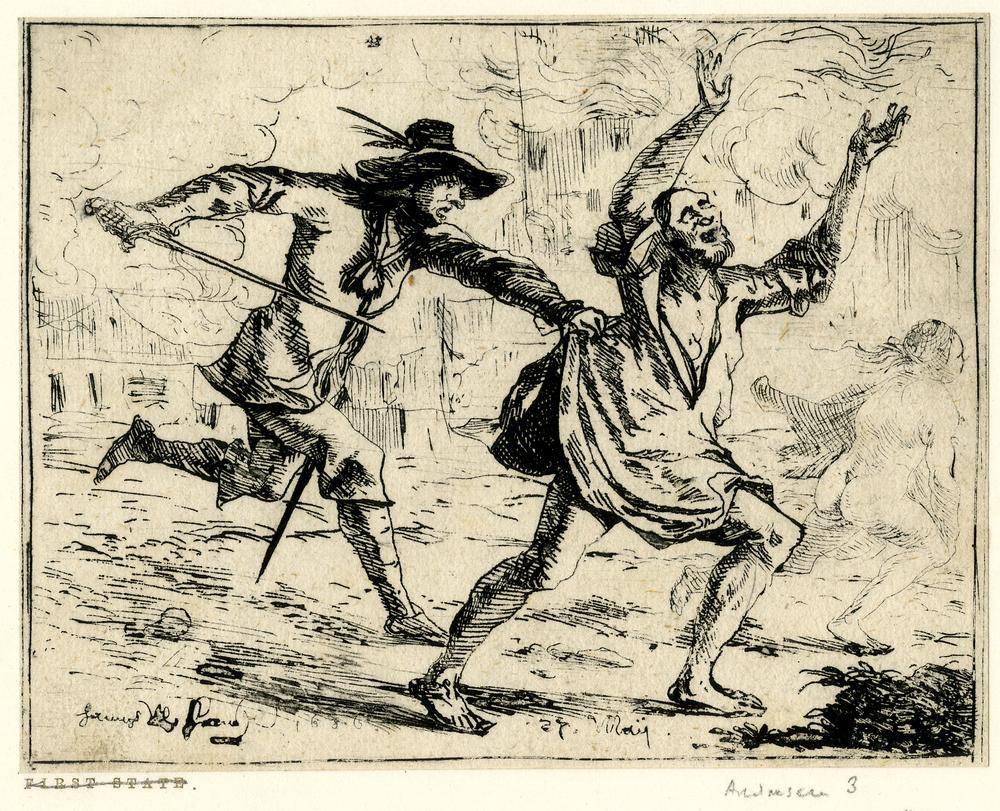
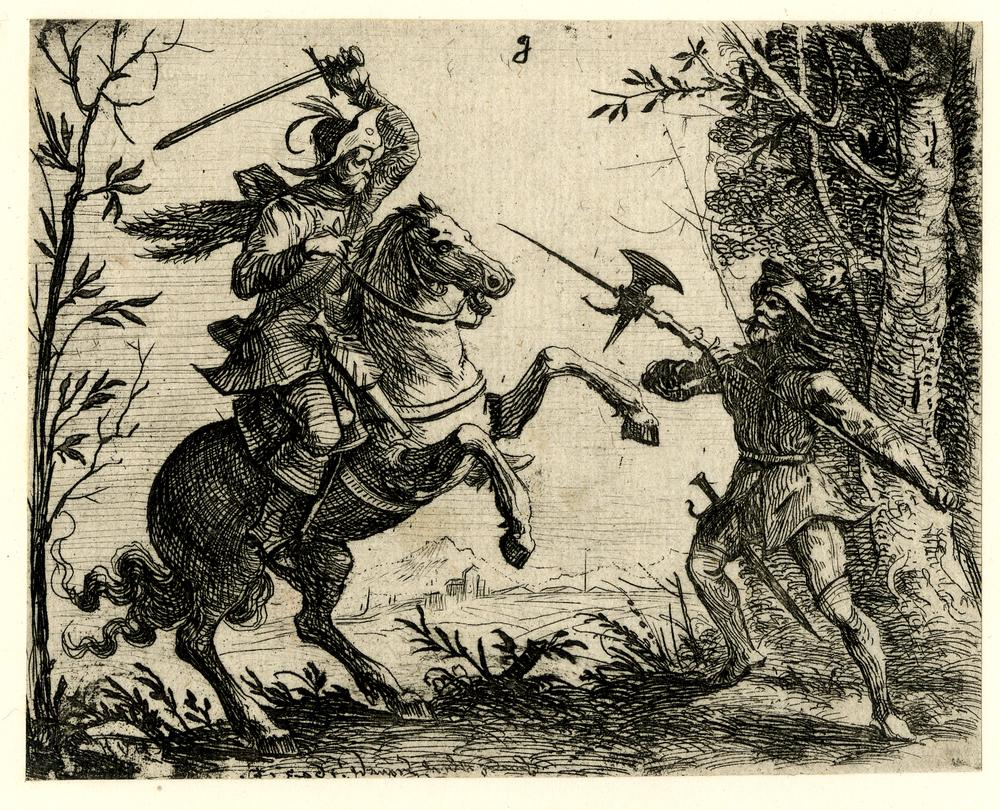
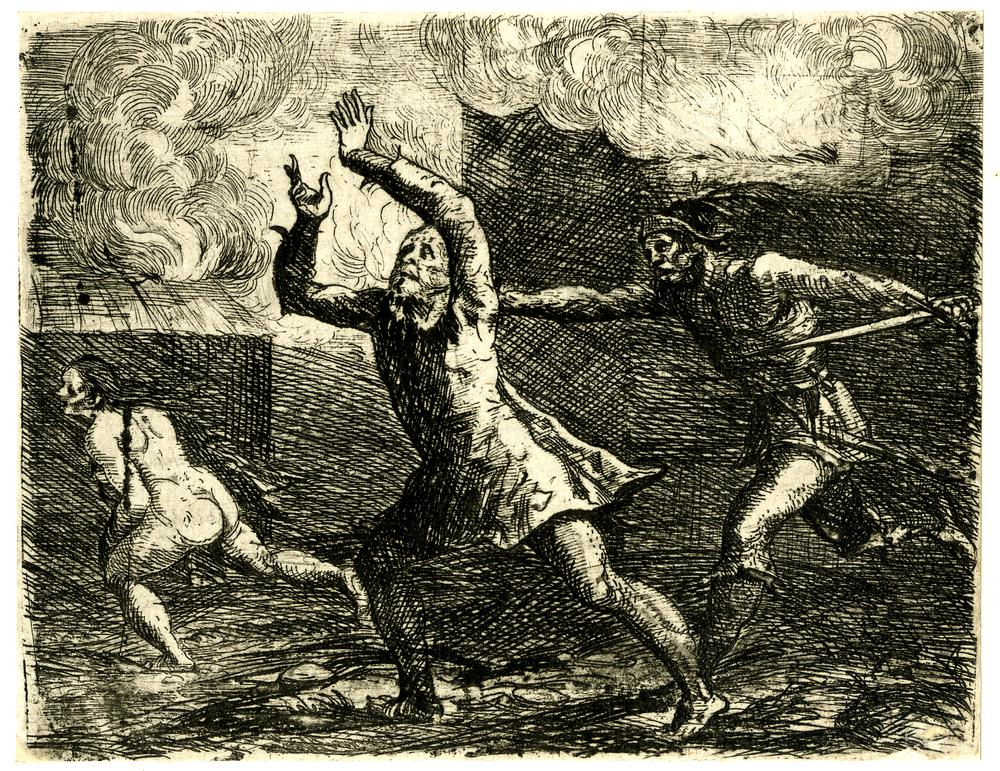
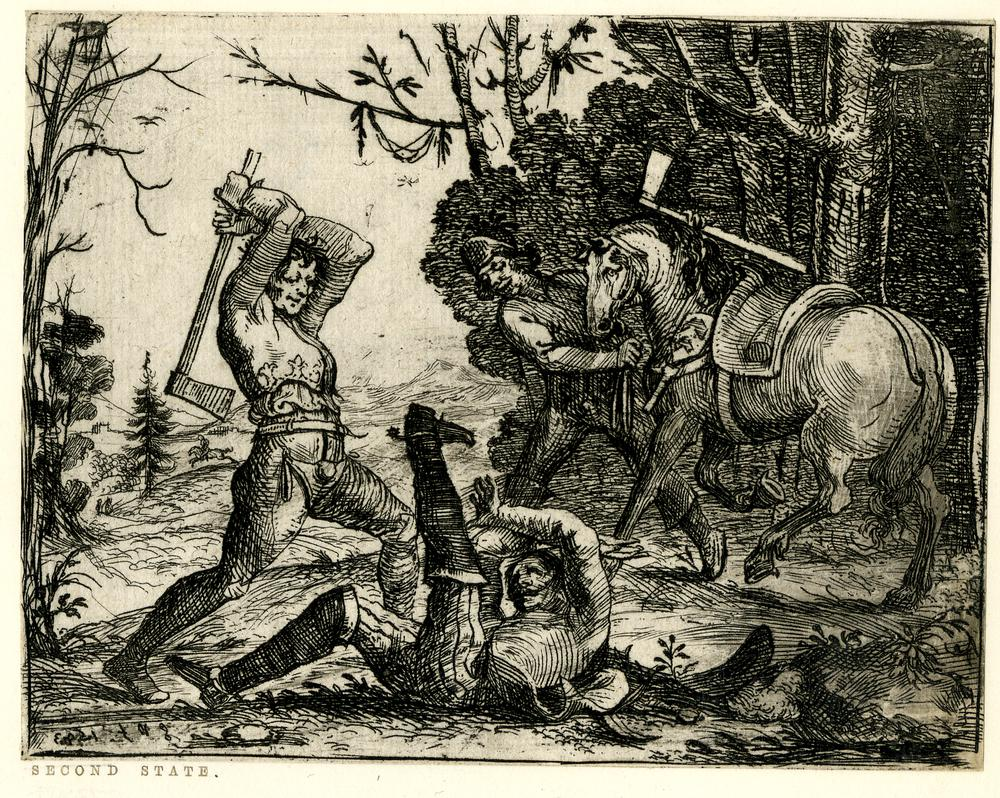
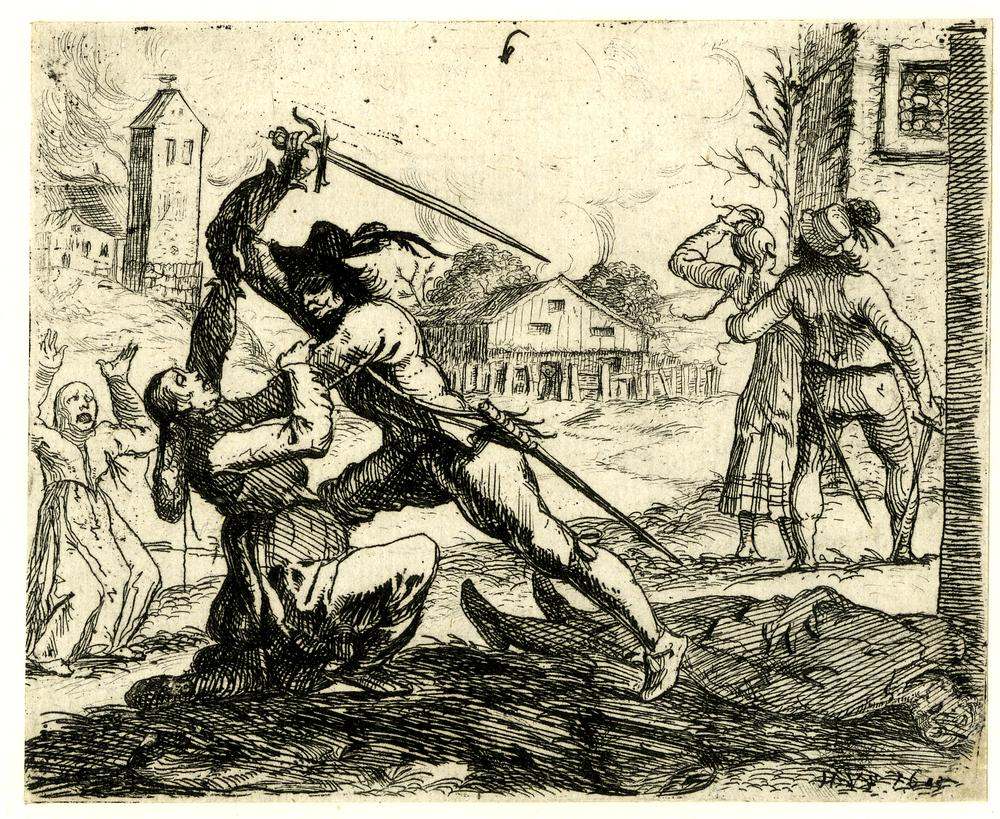